# Sertések reprodukciós zavarokkal és légzőszervi tünetekkel járó szindrómájának vírusa
A sertések reprodukciós zavarokkal és légzőszervi tünetekkel járó szindrómájának vírusa (olykor sertés reprodukciós és légzőszervi szindróma vírus, angolul porcine reproductive and respiratory syndrome virus, PRRSV) az Arteriviridae családba tartozó pozitív egyszálú RNS-genommal rendelkező vírus, mely a sertések reprodukciós zavarokkal és légzőszervi tünetekkel járó szindrómájának (PRRS), más néven „kék fül betegségének” kórokozója.

## Biológiája
A PRRSV virionja kb 50-70 nm átmérőjű, kapszidja ikozaéder formájú és lipidburokkal rendelkezik. A vírusgenom 15100 bázispár hosszú, két nagy enzimkódoló gént (open reading frame-t, ORF-t) és hét kisebb strukturális fehérjét kódoló ORF-et tartalmaz. Az első gén, az ORF1a egy proteáz, mely saját magát és a többi génterméket vágja funkcionális darabokra. A második nagy gén, az ORF1b jellegzetessége hogy az elsőhöz képest egybázisos elcsúszással (frame shifttel) kezdődik a leolvasása, terméke egy poliprotein, amely RNS-függő RNS-polimeráz, helikáz és endoribonukleáz doméneket tartalmaz. A kis struktúrgének jellegzetessége, hogy egymással átfednek.
A PRRSV makrofágokat fertőz, sejtkapcsolódásában szerepet játszik a heparán-szulfát glükózaminoglikán és a szialoadhezin. A sejtbe jutva a vírusgenom közvetlenül kapcsolódik a riboszómákhoz és átíródik az első két nagy gén (pontosabban ORF, open reading frame). A proteáz darabolja fel funkcionális fehérjére a géntermékeket és az RNS-polimeráz a (+) vírusgenomról komplementer (-)RNS-szálat szintetizál, ami az új vírusgenomok templátjául szolgál majd. A kis struktúrgénekről külön (-)RNS-szálak készülnek, hogy a róluk átíródó (+)RNS-ekről nagyobb  mennyiségben készüljenek a kész vírus összeállításához szükséges fehérjék. A vírusfertőzés a sejt pusztulásával jár.
A PRRSV az RNS-vírusokhoz hasonlóan rendkívül variábilis, ami megnehezíti a diagnosztikáját és az oltóanyag készítését. Két altípusa ismert, az 1-es Európában, a 2-es Észak-Amerikában elterjedt; közöttük csak 60%-os a hasonlóság.

## A betegség terjedése és tünetei
A PRSSV elsősorban házi sertéseket és vaddisznókat fertőz, bár kimutatták már csirkéből és vadkacsából is. Az emberre nem veszélyes.
A vírus cseppfertőzéssel, a kitüsszögött váladékkal való érintkezéssel vagy szexuális úton (ondóval) terjed. A fertőzési kapu környékén levő periferiális makrofágok az elsődleges célpontjai, majd onnan továbbterjedve a tüdő és a nyirokcsomók makrofágjait pusztítja el, ezzel lényeges lerontva a gazdaállat védekezési képességét az egyéb fertőzésekkel szemben.
Tünetei: láz, étvágytalanság, köhögés, tüsszögés, esetenként elkékülő fül, vemhes kocák esetében vetélés, koraellés. A fertőzött anyaállat malacai jelentősen gyengébben, vagy halva, mumifikálódva születnek. A legyengült immunrendszer miatt gyakoribbak az egyéb -bakteriális vagy vírusos- fertőző megbetegedések és lefolyásuk súlyosabb.

## Elterjedése
A vírust először 1987-ben izolálták az Egyesült Államokban és 1990-ben már Európában is kimutatták. Kínában 2007-ben okozott komoly járványt. Magyarországról az első jelentése 1996-ból származik. Jelenleg az országban a nagyüzemi állományok 25-30%-a, míg a kisüzemek 8-10%-a fertőzött. 2011-ben program indult a magyar sertésállomány vírusmentesítésére.

## További információ
- Archiválva 2016. március 5-i dátummal a Wayback Machine-ben